# Idaea usumona
Idaea usumona är en fjärilsart som beskrevs av Imaidzumi 1942. Idaea usumona ingår i släktet Idaea och familjen mätare. Inga underarter finns listade i Catalogue of Life.